# 沼田景義
沼田 景義（ぬまた かげよし）は、戦国時代から安土桃山時代にかけての武将。摩利支天の再来といわれた勇将。沼田氏は上野国利根郡を治めた国人。

## 略歴
天文21年（1552年）、上野沼田氏の当主・沼田顕泰の子として誕生。庶子であったが、顕泰に寵愛され、隠居の地である天神城に同行した。
永禄12年（1569年）、父・顕泰による異母兄・弥七郎朝憲の殺害に端を発する沼田氏の内紛に敗れ、父と共に家臣に追放されたと伝わる（『加沢記』）。弥七郎朝憲の殺害については、景義を後継にする事を謀った母と伯父金子泰清らによる謀略によるものともいわれる。しかし、考証によって沼田氏の内紛は永禄4年（1561年）以前のことで、原因も沼田へ進出してきた後北条氏への対応を巡り、旧主・上杉憲政を支持する顕泰と北条氏へ帰属しようとする朝憲らの対立だったとされている。また、この内紛には朝憲室の実家で北条方となった上野長野氏が介入し、顕泰は越後へ逃亡したとみられ、沼田氏の名跡は北条方の沼田康元が継いだ。永禄4年（1561年）、長尾景虎（上杉謙信）が憲政を奉じて沼田城へ進攻してくると康元は敗れ、顕泰は上杉方で沼田衆をまとめる立場に復権したが、沼田城は上杉の城代支配となり、以後の顕泰の動向は不明である。この間、景義は父・顕泰と同じく越後へ逃亡のち沼田へ復権したとみられるが、彼の名は『加沢記』などの後世史料以外にみられず、その生涯ははっきりしない。
景義の行動で明確なのは、由良氏方の上野女淵城主でみえることである。景義は由良国繁の援助を受け、天正9年（1581年）2月に旧領への復帰を目指して沼田城へ兵を進めている。なお景義が由良方に入った時期は不詳。しかし、甲斐武田氏より沼田の地を任されていた真田昌幸が沼田氏旧臣であり沼田城将・金子泰清（景義の母方の伯父、または祖父とされる）に景義の謀殺を命じ、景義は泰清らに沼田城に誘い出され城内で殺害された。これにより沼田氏は断絶した。
沼田城跡には討ち取られた景義の首を載せたと伝わる『平八石』がある。

## 文学作品
- 池波正太郎『まぼろしの城』（講談社文庫、1983）
- 池波正太郎「幻影の城」（『あばれ狼』（新潮社、1989）に収録）